# La Vierge du portail
Pour plus de détails, voir Fiche technique et Distribution.
La Vierge du portail est un film français réalisé par Albert Durec, sorti en 1924.

## Fiche technique
- Titre : La Vierge du portail
- Titre original : La Statue miraculeuse
- Titre allemand : Die Madonna am Portal
- Réalisation : Albert Durec
- Scénario : Albert Durec, d'après le roman La Cathédrale de M. Janot
- Photographie : Otto Kantarek
- Décors : Heinrich Richler
- Production : Production internalionale film AG
- Pays d'origine :  France
- Format :  Noir et blanc - 1,33:1 - 35 mm - Muet
- Métrage : 2 810 m[1]
- Date de sortie : France - 9 mai 1924

## Distribution
- Fritz Schulz : Jehan
- Solange Vlaminck : Geneviève
- Hermann Vallentin : Guillaume de Meung
- Lefleur : le maître-verrier
- Moreau : le fils du maître-verrier
- Lia Eibenschütz
- Marchetti